# Euhadra
Euhadra es un género de molusco gasterópodo de la familia Bradybaenidae en el orden de los Stylommatophora.

## Especies
Las especies de este género son:
- Euhadra amaliae (Kobelt, 1875)
- Euhadra awaensis
- Euhadra brandtii
- Euhadra callizona
- Euhadra congenita
- Euhadra dixoni (Pilsbry, 1900)
- Euhadra eoa
- Euhadra herklotsi (Martens, 1861)
- Euhadra idzumonis
- Euhadra kunoensis Kuroda in Masuda & Habe, 1989
- Euhadra latispira
  - Euhadra latispira yagurai Kuroda & Habe, 1949  Archivado el 8 de enero de 2009 en Wayback Machine.
- Euhadra nachicola
- Euhadra murayamai
- Euhadra nesiotica (Pilsbry,1902)
- Euhadra peliomphala
- Euhadra sadoensis
- Euhadra sandai
- Euhadra senckenbergiana
  - Euhadra senckenbergiana aomoriensis (Gulick & Pilsbry, 1900)
  - Euhadra senckenbergiana ibukicola
  - Euhadra senckenbergiana notoensis
  - Euhadra senckenbergiana minoensis
  - Euhadra senckenbergiana senckenbergiana